# Burham
Burham ist ein Dorf (civil parish) in dem Distrikt Tonbridge and Malling in der Grafschaft Kent, England. Die Ortschaft ist am Scheitelpunkt einer hufeisenförmigen Schleife (Prallhang) des River Medway in Sichtweite der Gemeinde Snodland am gegenüberliegenden Flussufer gelegen. Auch Blue Bell Hill und Aylesford sind Nachbarorte. Die Gemeinde ist über eine in der Nähe der auch historisch interessanten Kneipe Lower Bell abgehenden Stichstraße namens Pilgrims Way von der Schnellstraße A229 road ausgehend zu erreichen. Diese Stichstraße ist der alte Pilgerweg nach Canterbury. Teile des Gemeindegebietes sind als Area of Outstanding Natural Beauty (AONB) ausgewiesen.

## Namensherkunft
Der Name des Ortes leitet sich aus zwei altenglischen Begriffen her, deren Bedeutungen sich überschneiden. Die Silbe Bur leitet sich ab von burgh, was einen befestigten Ort beschreibt, aber die Silbe ham sich von hām ableitet, was Wohnsitz oder Haus bedeutet.

## Geschichte

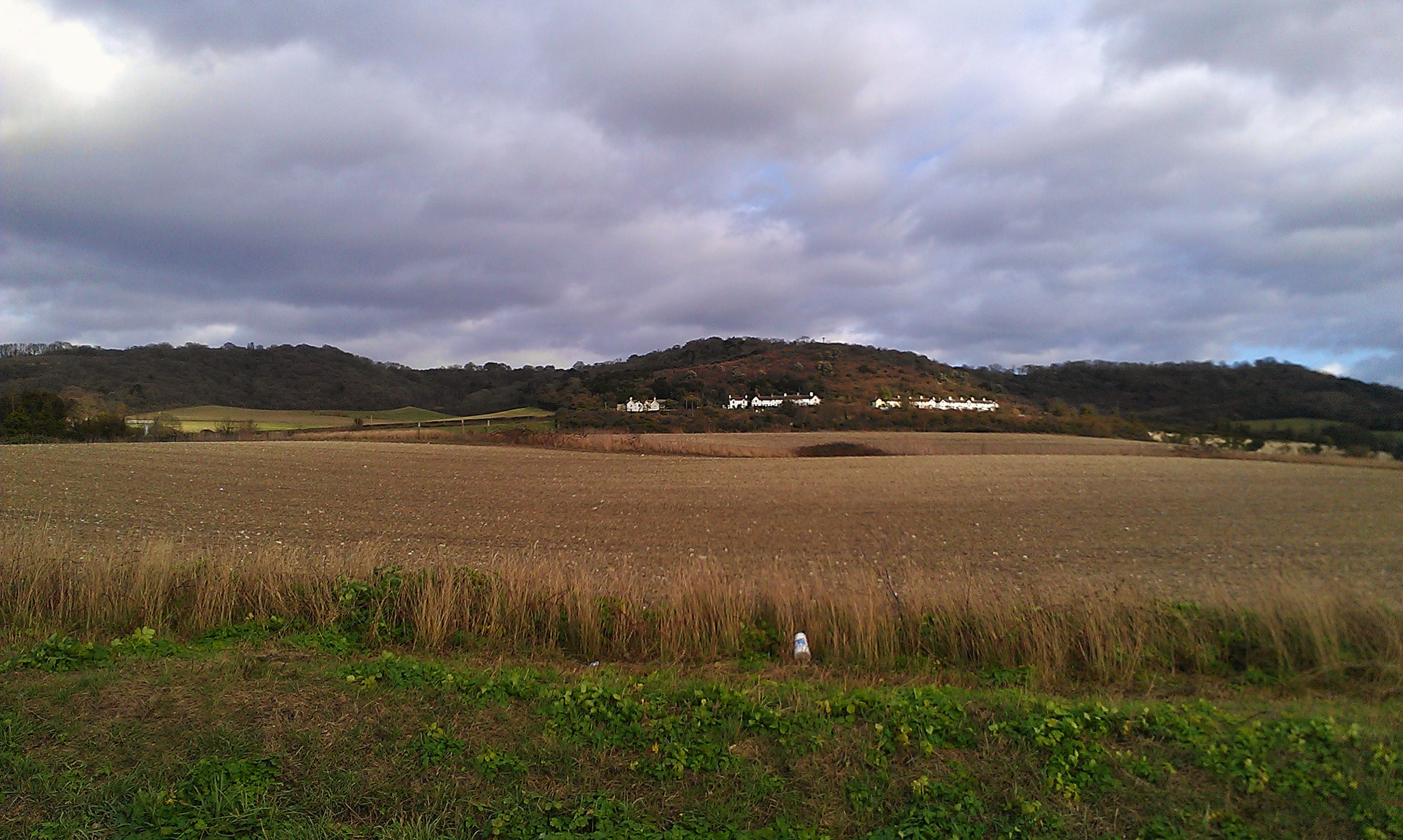
Einhegung von Burham

Die Gegend von Burham war schon in der Steinzeit (Causewayed enclosure von Burham) bis in keltische Zeit besiedelt, wie teilweise erhaltene Reste von Kultstätten zeigen – wie das berühmte Medway Tomb Kit's Coty House. Die Gegend war Schauplatz der Schlacht vom Medway im Jahre 43 n. Ch. (Battle of Medway). Ein Rest eines römischen Mithras-Tempels wurde 1892 in der Nähe der Kirche von Burham entdeckt sowie in Eccles eine römische Villa etwas mehr als 1 km südwärts der Kirche. Auch zog durch das Gebiet eine Römerstraße, die von dem heutigen Hastings beginnend bei dem heutigen Rochester endete und deren Verlauf die heutige Schnellstraße A229 road abschnittsweise folgt.
Vor der normannischen Eroberung gehörte Burham (wie auch das direkt benachbarte Snodland) zu Larkfield (hundred of Larkfield) in Kent und befand sich noch 1066 in den Händen von Leofwine Godwinson, Earl of Kent als Hauptlehensnehmer, dem Bruder des Königs Harold Godwinson. Beide fielen in der Schlacht von Hastings. Im Domesday Book wird die Ortschaft im Jahre 1086 als Besitz des Hauptlehensnehmers Bischof Odo von Bayeux aufgezählt. Dieser hatte das Land wiederum an Ralph of Courbépine, Bischof von St Andrew in Rochester, weiter verlehnt. Als Bewohner wurden 15 Dorfbewohner, 20 Kleinbauern und 7 Sklaven aufgezählt, dazu gehörten 1 Mühle, Ackerland mit Mannschaft und Wiesen sowie Vieh. Der Wert des Besitzes wurde nach damaligem Maßstab mit £12, 6 shilling und 12 pence bemessen.
Im 19. Jahrhundert wurde die mittelalterliche Siedlung am Flussufer aufgegeben und an einen höhergelegenen Standort direkt in der Nähe verlagert. Die mittelalterliche Kirche St Mary’s wurde seitdem nicht mehr als Gemeindekirche genutzt; lediglich auf dem Friedhof fanden bis 1920 noch Belegungen statt. Die alte Kirche wurde durch die Arbeit einer Vereinigung namens The Friends of Friendless Churches gerettet. In der neu angelegten Ortschaft wurde durch E.W. Stephens aus Maidstone im Jahre 1881 eine neue Kirche im gotischen Stil errichtet, die aber ihrerseits wegen Baufälligkeit 1981 abgerissen wurde und deren historisch durchaus wertvolles Inventar in die alte noch bestehende Kirche verbracht wurde. Die neue Kirche war ebenfalls eine Marienkirche und wurde die Victorian church of St Mary genannt. Neben der anglikanischen Gemeinde existiert noch eine Gemeinde der Methodisten, die auch die einzige innerorts gelegene Kirche haben.
Bis zum 19. Jahrhundert war Burham ländlich geprägt. Im 19. Jahrhundert entwickelte sich hier ein Industriestandort, der hauptsächlich von Steinbrüchen und Zementindustrie geprägt war. Die Arbeiterschaft der expandierenden Industrie mit bis zu 12 Zementwerken benötigte Siedlungsraum, was Anlass für die Verlagerung der Ortschaft wie auch die Gründung einer Schule war.

## Zementindustrie
Die reichen Kalkvorkommen führten zur Entstehung der für diese Gegend typischen Zementwerke und Kalksteinbrüche, die die Rezeptur für den Portland-Zement entwickelten und diesen herstellen. Der Zement wird wegen seiner Ähnlichkeit in der Beschaffenheit zu dem natürlich vorkommenden Portland-Gestein (Portland Stone) so benannt.
Das wohl führende Werk Burham Kilns gehörte in chronologischer Folge:
- 1854–1859 Thomas Cubitt and Co.
- 1859–1871 Webster and Co.
- 1871–1900 Burham Brick, Lime and Cement Co. Ltd
- 1900–1938 APCM (Blue Circle)

Das Werk hat 4 Kalköfen, die durch eigene Energieversorgung betreiben werden, das Werk musste nie Strom zukaufen. Ursprünglich wurde mit Dampfkraft gearbeitet, später wurde ein eigenes Elektrizitätswerk mit Gas betrieben. Derzeit liegt die Kapazität bei 5 Mio. t Materialproduktion.
Blue Circle ist ein Zusammenschluss mehrerer Zementwerke, die überregional arbeiten. Die Blue Circle-Gruppe wurde zusammen mit weiteren Werken, die zusammen 80 % der Produktionskapazitäten Englands umfassten, im Jahre 2001 von Lafarge übernommen, wobei alte Markenzeichen weiterverwendet wurden.

## Weitere lokale Einrichtungen
Der Ort verfügt seit 1858 über eine christliche Grundschule, die nach einem Umzug 1890 dann im Jahre 1958 neu strukturiert wurde.  Ein Bürgermeisteramt, ein Gemeinschaftszentrum, ein kleines medizinisches Versorgungszentrum, zwei Kirchengemeinden (anglikanisch und Methodisten) sowie gastronomische Einrichtungen ergänzen die Infrastruktur.

## Hubschrauber-Unfall
Am 26. Juli 1998 verunglückte bei Burham ein Rettungshubschrauber der Kent Air Ambulance durch einen Kontakt mit Überlandleitungen. Die drei Besatzungsmitglieder des Hubschraubers, der zu einem Unfall gerufen worden war und dann letztlich doch nicht benötigt und zurückgerufen wurde, kamen bei dem Absturz zu Tode.

## Der Friedhof
Der Friedhof war Gegenstand einer wissenschaftlichen Untersuchung durch die archäologische Gesellschaft von Kent mit Katalogisierung und Kartierung der Grabmale. Des Weiteren wurden auf dem Friedhof von St Mary’s die Überreste einer jungen Frau namens Emily Trigg beerdigt, die im Jahre 1916 einem mutmaßlichen Sexualmord zum Opfer fiel. Der Täter konnte nie gefunden werden, die Gestalt der Emily Trigg fand aber Eingang in die Volkmythologie der dortigen Umgebung. Es wird behauptet, dass sie eine der Kandidatinnen für angebliche Geistererscheinungen auf der A229 road sei. In der Nähe der heutigen Robin Hood Junction – also der Anschlussstelle der A229 an die Autobahn M2 bei Blue Bell Hill – ist ihr Skelett gefunden worden, wo sie den Legenden zufolge auch hauptsächlich spuken soll. Die Grabstätte soll nicht mehr auffindbar sein.